# Discografia de Post Malone

## Álbuns

### Álbuns de estúdio
O rapper e cantor estadunidense Post Malone lançou seis álbums de estúdio, um álbum de compilação, uma mixtape, quarenta e três singles (incluindo treze como artista convidado) e quarenta e seis videoclipes.
| Título               | Detalhes | Melhores posições nas tabelas | Melhores posições nas tabelas | Melhores posições nas tabelas | Melhores posições nas tabelas | Melhores posições nas tabelas | Melhores posições nas tabelas | Melhores posições nas tabelas | Melhores posições nas tabelas | Melhores posições nas tabelas | Melhores posições nas tabelas | Vendas         | Certificações |
| Título               | Detalhes | USA                           | USA R&B /HH                   | USA Rap                       | AUS                           | CAN                           | DIN                           | NLD                           | NZ                            | SWE                           | UK                            | Vendas         | Certificações |
| -------------------- | --- | ----------------------------- | ----------------------------- | ----------------------------- | ----------------------------- | ----------------------------- | ----------------------------- | ----------------------------- | ----------------------------- | ----------------------------- | ----------------------------- | -------------- | --- |
| Stoney               | - Lançamento: 9 de dezembro de 2016 - Gravadora: Republic - Formatos: CD, LP, fita cassete, download digital, streaming | 4                             | 1                             | 1                             | 5                             | 5                             | 2                             | 37                            | 3                             | 2                             | 10                            | - EUA: 223,000 | - RIAA: 3× Platina - ARIA: Platina - BPI: Platina - GLF: Platina - IFPI DEN: 3× Platina - MC: 4× Platina - RMNZ: 3× Platina                       |
| Beerbongs & Bentleys | - Lançamento: 27 de abril de 2018 - Gravadora: Republic - Formatos: CD, LP, download digital, streaming                 | 1                             | 1                             | 1                             | 1                             | 1                             | 1                             | 1                             | 1                             | 1                             | 1                             | - EUA: 459,000 | - RIAA: 3× Platina - ARIA: 2× Platina - BPI: Platina - GLF: 2× Platina - IFPI DEN: 3× Platina - MC: 6× Platina - NVPI: Platina - RMNZ: 4× Platina |
| Hollywood's Bleeding | - Lançamento: 6 de setembro de 2019 - Gravadora: Republic - Formatos: CD, LP, fita cassete, download digital, streaming | 1                             | 1                             | 1                             | 1                             | 1                             | 1                             | 1                             | 1                             | 3                             | 1                             | - EUA: 357,000 | - ARIA: Ouro - BPI: Ouro - IFPI DEN: Platina - MC: 2× Platina - RMNZ: Platina                                                                     |

## Singles

### Como artista principal
| Ano                                                                            | Canção                                                  | Melhores posições nas tabelas | Melhores posições nas tabelas | Melhores posições nas tabelas | Melhores posições nas tabelas | Melhores posições nas tabelas | Melhores posições nas tabelas | Melhores posições nas tabelas | Melhores posições nas tabelas | Melhores posições nas tabelas | Melhores posições nas tabelas | Certificações | Álbum                                                     |
| Ano                                                                            | Canção                                                  | USA                           | USA R&B /HH                   | USA Rap                       | AUS                           | CAN                           | DIN                           | NLD                           | NZ                            | SWE                           | UK                            | Certificações | Álbum                                                     |
| ------------------------------------------------------------------------------ | ------------------------------------------------------- | ----------------------------- | ----------------------------- | ----------------------------- | ----------------------------- | ----------------------------- | ----------------------------- | ----------------------------- | ----------------------------- | ----------------------------- | ----------------------------- | --- | --------------------------------------------------------- |
| 2015                                                                           | "White Iverson"                                         | 14                            | 5                             | 3                             | —                             | 41                            | —                             | —                             | —                             | —                             | —                             | - RIAA: 5× Platinum - BPI: Gold - IFPI DEN: Platinum - MC: 5× Platinum                                                                                       | Stoney                                                    |
| 2015                                                                           | "Too Young"                                             | —                             | —                             | —                             | —                             | —                             | —                             | —                             | —                             | —                             | —                             | - RIAA: Platinum - BPI: Silver - MC: Platinum | Stoney                                                    |
| 2016                                                                           | "Go Flex"                                               | 76                            | 30                            | 18                            | —                             | 74                            | —                             | —                             | —                             | 54                            | 100                           | - RIAA: 3× Platinum - BPI: Gold - IFPI DEN: Gold - MC: 4× Platinum                                                                                           | Stoney                                                    |
| 2016                                                                           | "Deja Vu" (com part. de Justin Bieber)                  | 75                            | 25                            | 18                            | —                             | 43                            | —                             | —                             | —                             | —                             | 63                            | - RIAA: Platinum - ARIA: Platinum - BPI: Silver - MC: 2× Platinum                                                                                            | Stoney                                                    |
| 2017                                                                           | "Congratulations" (com Quavo)                           | 8                             | 5                             | 3                             | 30                            | 14                            | 39                            | 80                            | 21                            | 34                            | 26                            | - RIAA: Diamond - ARIA: 5× Platinum - BPI: Platinum - GLF: 3× Platinum - IFPI DEN: Platinum - MC: 8× Platinum - RMNZ: 2× Platinum                            | Stoney                                                    |
| 2017                                                                           | "Rockstar" (com part. de 21 Savage)                     | 1                             | 1                             | 1                             | 1                             | 1                             | 1                             | 2                             | 1                             | 1                             | 1                             | - RIAA: 8× Platinum - ARIA: 8× Platinum - BPI: 3× Platinum - GLF: 7× Platinum - IFPI DEN: 3× Platinum - MC: Diamond - NVPI: 4× Platinum - RMNZ: 2× Platinum  | Beerbongs & Bentleys                                      |
| 2017                                                                           | "Candy Paint"                                           | 34                            | 21                            | 18                            | 19                            | 27                            | 18                            | 82                            | 6                             | 39                            | 65                            | - RIAA: 2× Platinum - ARIA: 3× Platinum - BPI: Gold - GLF: Platinum - IFPI DEN: Platinum - MC: 4× Platinum - NVPI: Gold - RMNZ: Platinum                     | The Fate of the Furious: The Album e Beerbongs & Bentleys |
| 2017                                                                           | "I Fall Apart"                                          | 16                            | 9                             | 8                             | 2                             | 20                            | 36                            | 73                            | 1                             | 16                            | 19                            | - RIAA: 5× Platinum - ARIA: 7× Platinum - BPI: Platinum - GLF: 2× Platinum - IFPI DEN: Gold - MC: 6× Platinum - RMNZ: 3× Platinum                            | Stoney                                                    |
| 2018                                                                           | "Psycho" (com part. de Ty Dolla Sign)                   | 1                             | 1                             | 1                             | 1                             | 1                             | 2                             | 8                             | 2                             | 1                             | 4                             | - RIAA: 5× Platinum - ARIA: 5× Platinum - BPI: Platinum - GLF: Platinum - IFPI DEN: Platinum - MC: 8× Platinum - NVPI: Platinum - RMNZ: Platinum             | Beerbongs & Bentleys                                      |
| 2018                                                                           | "Ball for Me" (com part. de Nicki Minaj)                | 16                            | 11                            | 8                             | 14                            | 7                             | —                             | 61                            | —                             | 47                            | 70                            | - RIAA: Platinum - ARIA: Platinum - BPI: Silver - MC: 3× Platinum                                                                                            | Beerbongs & Bentleys                                      |
| 2018                                                                           | "Better Now"                                            | 3                             | 2                             | 2                             | 2                             | 3                             | 3                             | 5                             | 1                             | 1                             | 6                             | - RIAA: 4× Platinum - ARIA: 5× Platinum - BPI: 2× Platinum - GLF: Platinum - IFPI DEN: 2× Platinum - MC: 8× Platinum - NVPI: 2× Platinum - RMNZ: 2× Platinum | Beerbongs & Bentleys                                      |
| 2018                                                                           | "Sunflower" (com Swae Lee)                              | 1                             | 1                             | 1                             | 1                             | 1                             | 3                             | 33                            | 1                             | 4                             | 3                             | - RIAA: 8× Platinum - ARIA: 8× Platinum - BPI: 2× Platinum - IFPI DEN: Platinum - MC: 8× Platinum - RMNZ: 4× Platinum                                        | Spider-Man: Into the Spider-Verse e Hollywood's Bleeding  |
| 2018                                                                           | "Wow"                                                   | 2                             | 1                             | 1                             | 2                             | 3                             | 2                             | 21                            | 1                             | 2                             | 3                             | - RIAA: Platinum - ARIA: 4× Platinum - BPI: Platinum - IFPI DEN: Platinum - MC: 7× Platinum - RMNZ: 2× Platinum                                              | Hollywood's Bleeding                                      |
| 2019                                                                           | "Goodbyes" (com Young Thug)                             | 3                             | 2                             | 2                             | 5                             | 5                             | 7                             | 5                             | 4                             | 4                             | 5                             | - ARIA: Platinum - BPI: Gold - IFPI DEN: Gold - MC: 3× Platinum - RMNZ: Platinum                                                                             | Hollywood's Bleeding                                      |
| 2019                                                                           | "Circles"                                               | 1                             | —                             | —                             | 2                             | 2                             | 3                             | 3                             | 1                             | 7                             | 3                             | - ARIA: Platinum - BPI: Gold - IFPI DEN: Gold - MC: 2× Platinum - RMNZ: 2× Platinum                                                                          | Hollywood's Bleeding                                      |
| 2019                                                                           | "Enemies" (com part. de DaBaby)                         | 16                            | 9                             | 7                             | 28                            | 15                            | 25                            | 32                            | 37                            | 32                            | —                             | - MC: Platinum | Hollywood's Bleeding                                      |
| 2019                                                                           | "Allergic"                                              | 37                            | —                             | —                             | 45                            | 39                            | —                             | 56                            | —                             | 55                            | —                             | | Hollywood's Bleeding                                      |
| 2019                                                                           | "Take What You Want" (com Ozzy Osbourne e Travis Scott) | 8                             | —                             | —                             | 30                            | 8                             | 19                            | 37                            | 30                            | 24                            | 22                            | - MC: Platinum | Hollywood's Bleeding                                      |
| "—" denota canções que não entraram nas paradas ou não foram lançados no país. |                                                         |                               |                               |                               |                               |                               |                               |                               |                               |                               |                               | |                                                           |